# Номерной (неофициальное название вагона)

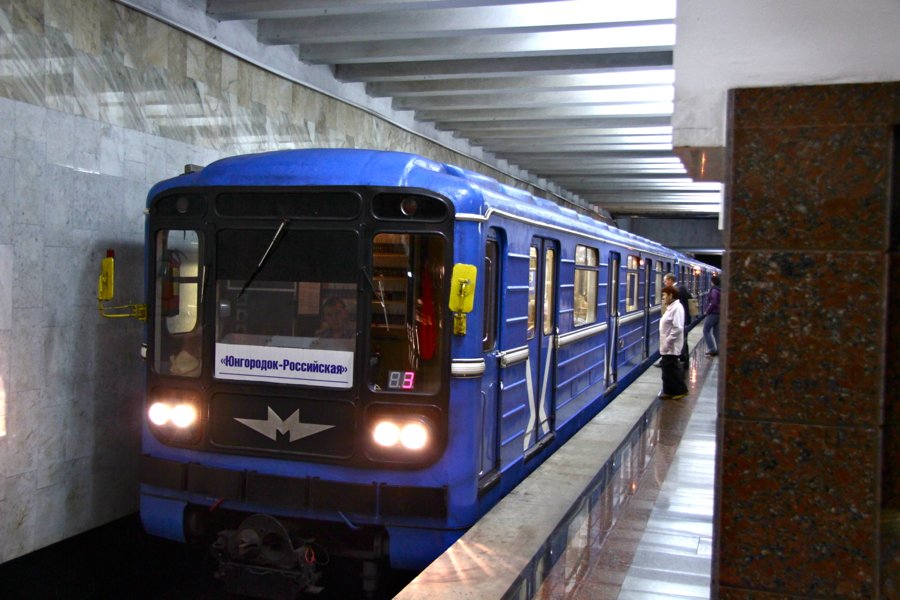
Состав из вагонов 81-717/714 в Самарском метрополитене на станции «Московская» с одним из вариантов экстерьера лобовой части (т. н. «маски») «головы» — по блоку из двух фар с каждой из сторон, между которыми расположен логотип завода «Метровагонмаш»

«Номерной» — неофициальное название самой массовой в мире из когда-либо, где-либо и сколько-либо производившейся и эксплуатирующейся серии электровагонов метрополитена 81-717/714 из всех остальных существующих и когда-либо существовавших — более 7500 единиц со всеми модификациями, общее количество которых составляет свыше 24 (наибольшее количество из которых эксплуатируется в Петербургском метрополитене), выпущенной с 1976 по 2021 год (включая опытные и серийные) с последней поставкой вагонов 81-717.4К/714.4К в Софийский метрополитен), имеющей самую широкую в мире географию использования — во всех метрополитенах городов стран постсоветского пространства (кроме Алма-Атинского — поезд «Hyundai Rotem») и бывшего Соцлагеря — в Праге, Будапеште, Варшаве и Софии). Варшавский метрополитен бо́льшую их часть в качестве технической помощи безвозмездно передал в Киев и планирует — в Харьков, конкретные единицы для которого (бортовые номера) не уточняются.
Название было получено вследствие введения в 1976 году единой системы классификации подвижного состава по цифровому индексу, — до введения системы у всего пассажирского подвижного состава существовало только буквенное обозначение. Ввод единой системы связан с их изначально временным назначением — протестировать часть электрооборудования для последующего использования на впоследствии, вопреки планам, не пошедших в серийное производство вагонов типа «И».
Сочетание длительности производства и их изначально временного назначения привело к тому, что по отношению к ним употребляют фразу Альберта Джея Нока «Нет ничего более постоянного, чем временное».

## Другие неофициальные названия, их аналоги и использование

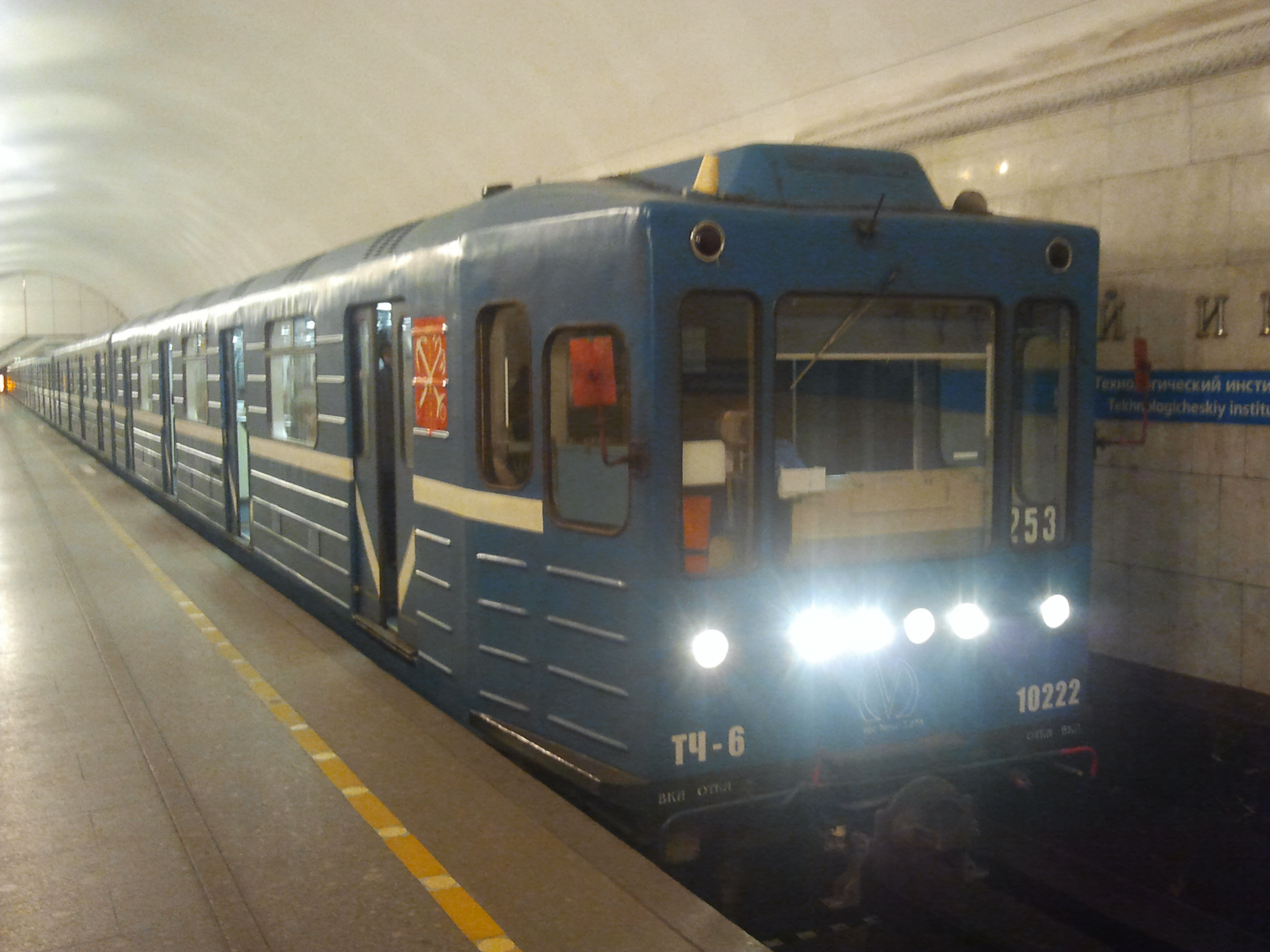
Состав из вагонов с неофициальным названием «Боинг» (81-540.1/541.1) на IV пути (в первом колонном зале) станции «Технологический институт» — со стороны Московско-Петроградской линии

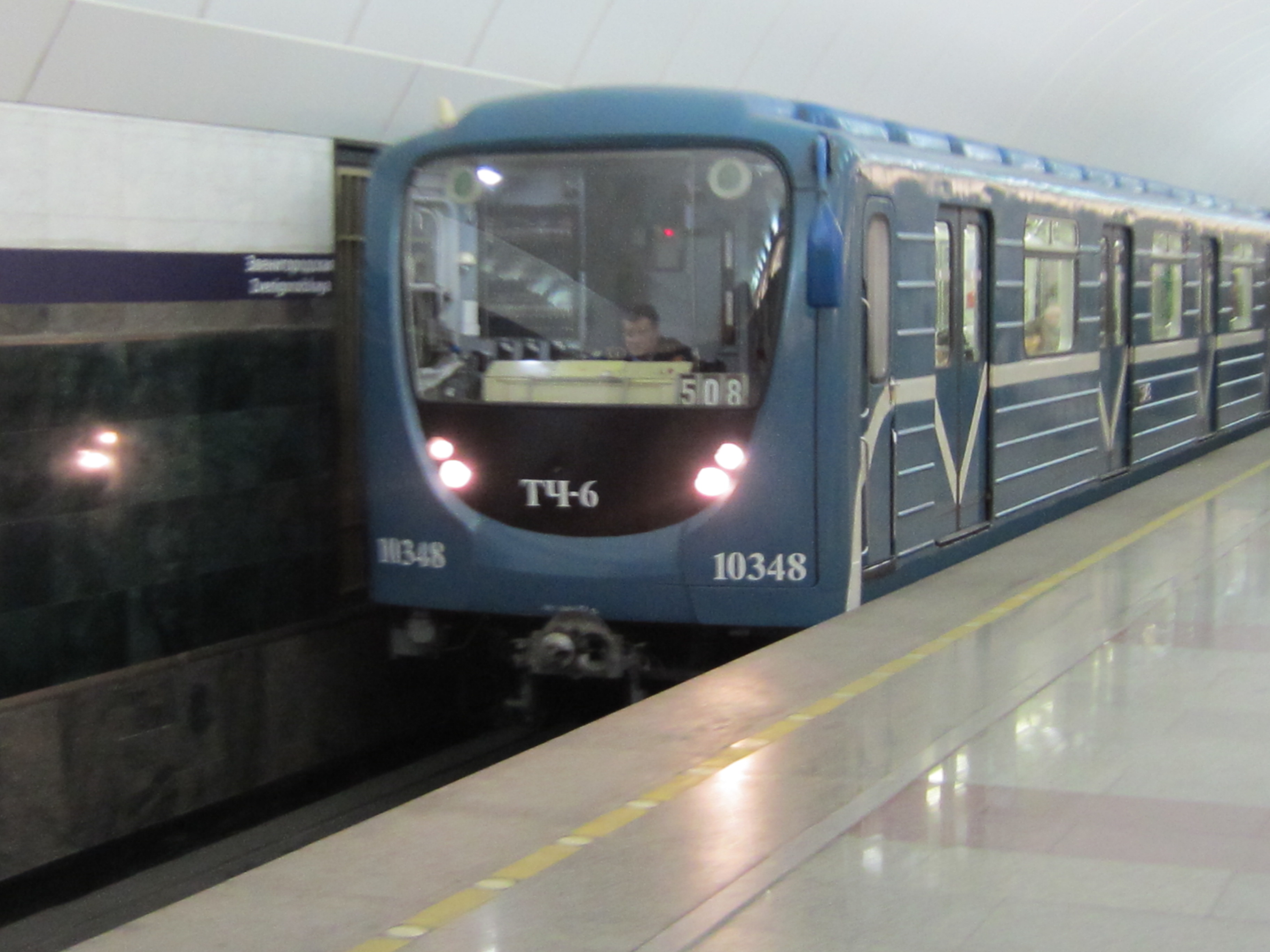
Состав из вагонов с неофициальным названием «Пришелец» (81-540.2/541.2) на станции «Звенигородская» Петербургского метрополитена

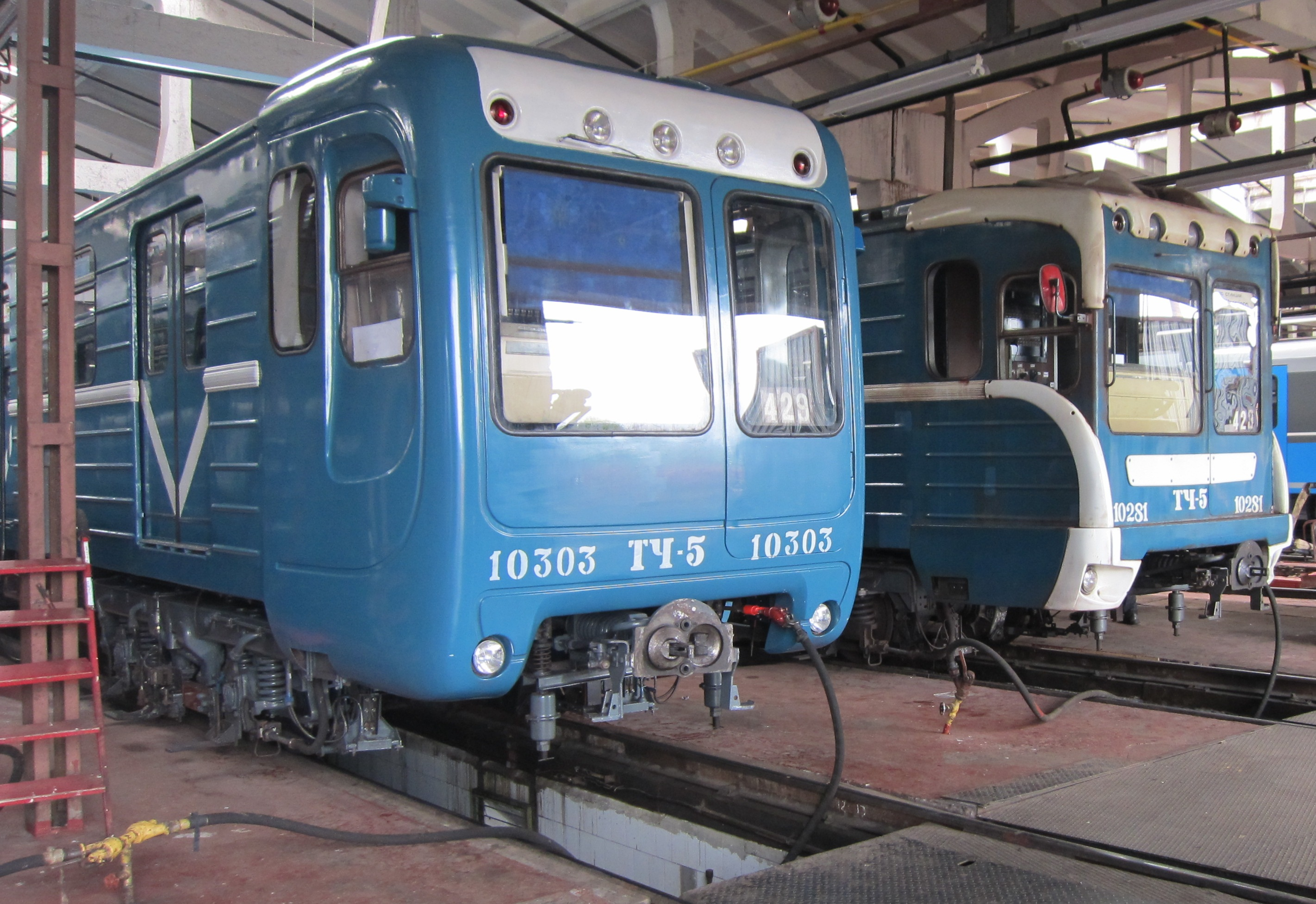
Две разновидности вагонов 81-540.8 в электродепо ТЧ-5 «Невское» с неофициальными названиями «Головастик» и «Саблезуб»

В Петербургском и Новосибирском метрополитенах эксплуатируются электровагоны серий 81-717.5П/714.5П, 81-540.2/541.2 (Санкт-Петербург) и 81-540.2Н/541.2Н (Новосибирск), получившие из-за специфики вида лобовой части (т. н. «маски») c неофициальным названием «Пришелец».
В Петербургском метрополитене на Московско-Петроградской линии с припиской к обслуживающему её электродепо ТЧ-6 «Выборгское» эксплуатируются вагоны серии 81-540.1/541.1 с неофициальным названием «Боинг». В отличие от них, у неофициального названия «Номерной» имеется случай использования в документации Московского метрополитена, помимо официального заводского обозначения. Также его используют в постах социальной сети «ВКонтакте» и Telegram-канала мэр Москвы Сергей Собянин и Департамент транспорта; встречается в региональных СМИ, различных сайтах и интернет-журналах, на сайте телеканала «Москва 24», в агентстве ТАСС. В Telegram-канале Департамента транспорта имеет место упоминание модели подвижного состава в качестве неофициального «Номерной» вместо заводского обозначения 81-717/714.
В документации Петербургского метрополитена используется аналог неофициального названия «Номерной» — «81-я серия», который, однако, упоминается не везде. Наименование является некорректным, поскольку цифровой индекс «81», согласно единой системе классификации подвижного состава, применяется ко всем без исключения вагонам метрополитена, произведённым в СССР, России, а также глубоко модернизированным в Тбилиси, Ереване (81-717М/714М и 81-717М), Праге (81-71М), Киеве (поезд «Е-КМ» (81-7080/7081)) и заново построенным для Будапештского и Софийского метрополитенов — 81-717.2К/714.2К и 81-717.4/714.4.

### Комментарии
1. ↑  Но официально использующееся в Московском метрополитене[2]